# Monti Darwin
I monti Darwin sono un gruppo montuoso dell'Antartide. Situato in particolare nella Terra di Oates, e in particolare in nell'entroterra della costa di Hillary, davanti alla barriera di Ross, il gruppo, che fa parte della più vasta catena dei monti Transantartici, si estende in direzione nordovest-sudest per circa 50 km e in direzione perpendicolare per circa 25. Il gruppo, la cui vetta più elevata risulta essere quella del monte Ellis, che arriva a 2330 m s.l.m., è delimitato a nord dal flusso del ghiacciaio Darwin, che lo separa dai monti Cook, a ovest dall'Altopiano Antartico, a sud dal flusso del ghiacciaio Hatherton, che lo separa dai monti Churchill, e a est di nuovo dal ghiacciaio Darwin, che si unisce all'Hatherton proprio all'estremità orientale dei monti Darwin.

All'interno del gruppo montuoso sono presenti diverse creste, tra cui spiccano la cresta Haskell, la cresta Colosseo e la cresta Kennett, tra le quali scorrono vari ghiacciai, tra cui l'Overturn, l'Exodus e il Green.

## Storia
Molte delle vette più alte dei monti Darwin furono avvistate durante la spedizione Discovery, condotta negli anni 1901-04 dal capitano Robert Falcon Scott, e il gruppo montuoso fu battezzato da quest'ultimo in onore di Leonard Darwin, presidente della Royal Geographical Society nonché figlio di Charles Darwin. L'intera formazione è stata poi mappata da membri dello United States Geological Survey (USGS) grazie a fotografie aeree scattate dalla marina militare statunitense (USN) nel periodo 1960-62.